# Parachartergus
Parachartergus é um gênero de vespas conhecido popularmente como mutucacaba.

## Etimologia
"Mutucacaba" vem do tupi mu'tuka'kawa, que significa "mutuca-vespa".